# Trương Diệu Linh
Trương Diệu Linh (giản thể: 张曜灵; phồn thể: 張曜靈; bính âm: Zhāng Yàolíng) (344–355), tên tự Nguyên Thư (元舒), hay Tây Bình Ai công, là một người cai trị nước Tiền Lương vào cuối năm 353 và đầu năm 354.
Trương Diệu Linh là con trai cả của Trương Trọng Hoa và do vậy được lập làm thế tử. Khi Trương Trọng Hoa qua đời năm 353, ông kế vị phụ thân trở thành người cai trị Tiền Lương (với tước hiệu Tây Bình công), song quyền lực trên thực tế nằm trong tay bá phụ Trương Tộ. Đầu năm 354, Trương Tộ, vốn có một mối quan hệ với Mã Thái hậu, đã giành được ủng hộ để đoạt lấy quyền lực, Trương Diệu Linh bị giáng xuống làm Lương Ninh hầu.
Trương Tộ là một người cai trị tàn bạo và phù phiếm, và đã sớm có nhiều người chống đối ông ta, đặc biệt là sau khi ông tuyệt giao với nhà Tấn. Năm 355, các tướng Trương Quán (張瓘) và Tống Hỗn (宋混) nổi dậy chống lại Trương Tộ và tuyên bố rằng họ muốn phục vị cho Trương Diệu Linh. Phản ứng lại, Trương Tộ giết Trương Diệu Linh. Tuy nhiên, Trương Tộ sau đó đã sớm bị lật đổ và em trai của Trương Diệu Linh, Trương Huyền Tịnh, lên ngôi.